# K.u.k. Militär-Seilbahnen
Die k.u.k. Militär-Seilbahnen waren Transportseilbahnen, mit denen die Gemeinsame Armee während des Ersten Weltkriegs in abgelegenen Regionen die Front mit Material versorgte und teilweise auch Truppen verschob. Nach dem Kriegseintritt Italiens im Mai 1915 wurden sie zwingend notwendig, um das Heer an der nunmehr plötzlich entstandenen Hochgebirgsfront (auch 'Alpenfront' genannt) zu versorgen. Die wenigen bereits vorhandenen zivilen Seilbahnen waren nur bedingt geeignet, da viele von ihnen vom Gegner gesehen und beschossen werden konnten. Gleiches galt für die Saumpfade und Steige zu den hochgelegenen Alpen und Schutzhütten.
Seilbahnen kamen nicht nur an der Alpenfront zum Einsatz, sondern auch auf dem Balkan, wo es an Transportwegen fehlte und der Bau von Feldbahnen zu aufwändig gewesen wäre. An der Salonikifront brachten sie Waren übers Gebirge im Süden des heutigen Nordmazedonien, in Montenegro überwanden Seilbahnen die Steilwand östlich von Kotor, im Norden Albaniens über mehr als 40 Kilometer durch sumpfiges Gebiet in der Küstenebene.
Auch die gegnerischen italienischen Streitkräfte nutzen in den Dolomiten und in den Bergen Südalbaniens Seilbahnen zur Versorgung der Front.

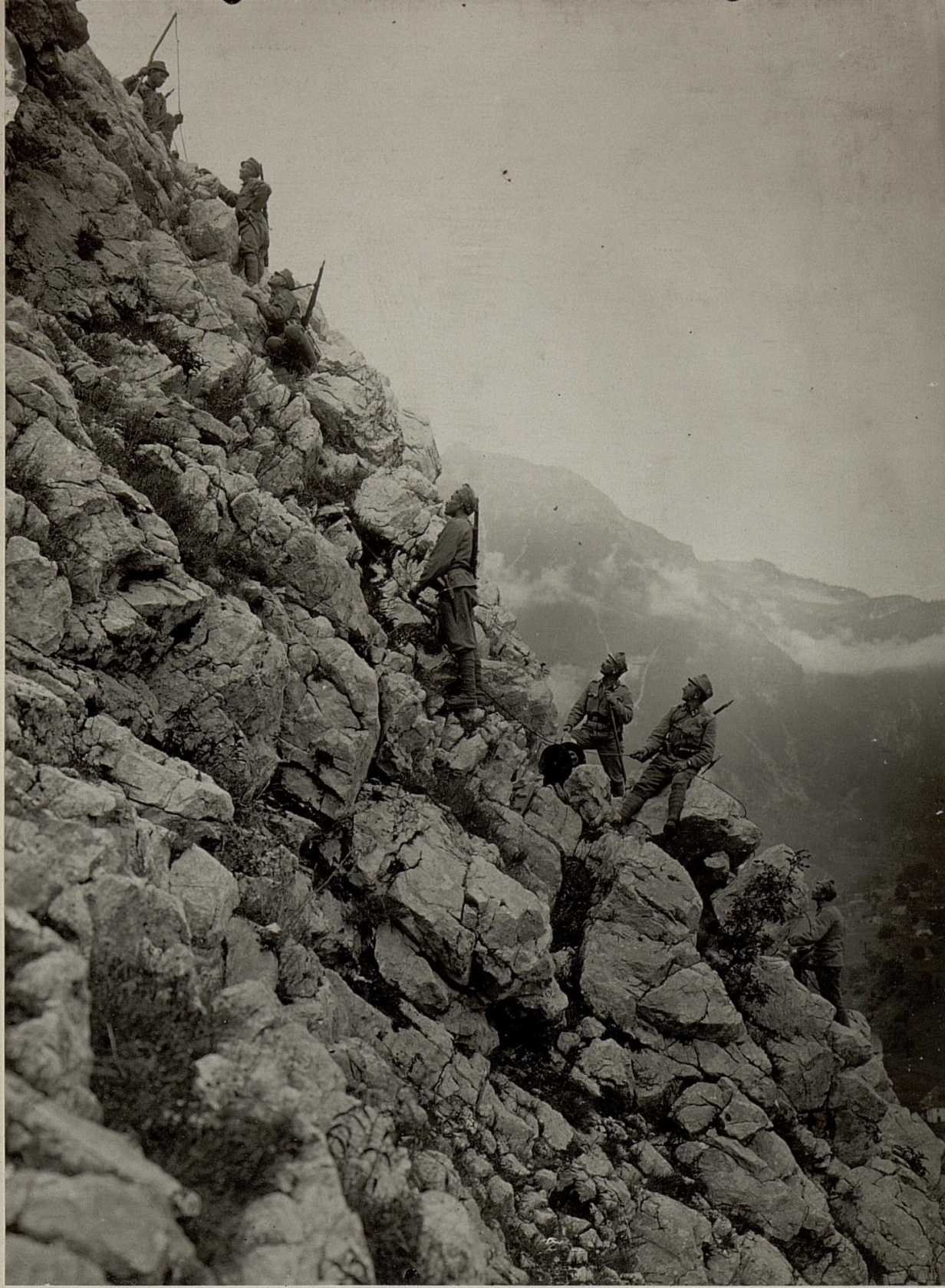
Talkabelbau im Krngebiet. (4. Juli 1916)

## Aufgaben
Man baute zunächst Heeresfeldbahnen in die Seitentäler, die zur Front führten. Es war schwierig, die enormen Mengen an Munition, Verpflegung, Bau- und Brennmaterial von den Endbahnhöfen aus weiterzutransportieren, insbesondere bei widrigen Witterungsverhältnissen: es gab zu wenige Transportmittel, Tragtiere und Lastenträger. Insbesondere als sich abzeichnete, dass die Kämpfe den Winter über weitergehen würden, war der Bau von Seilbahnen vielerorts alternativlos, zum Beispiel weil Gebirgsstraßen und Gebirgspässe lawinengefährdet waren oder weil Geräte fehlten, um sie vom Schnee zu räumen.
Es wurden eilig Fachkräfte einschlägiger Unternehmen und abkommandierte Soldaten zu „Seilbahnformationen“ zusammengestellt. Unter letzteren waren viele Standschützen, die ihre Heimat und deren Berge gut kannten.

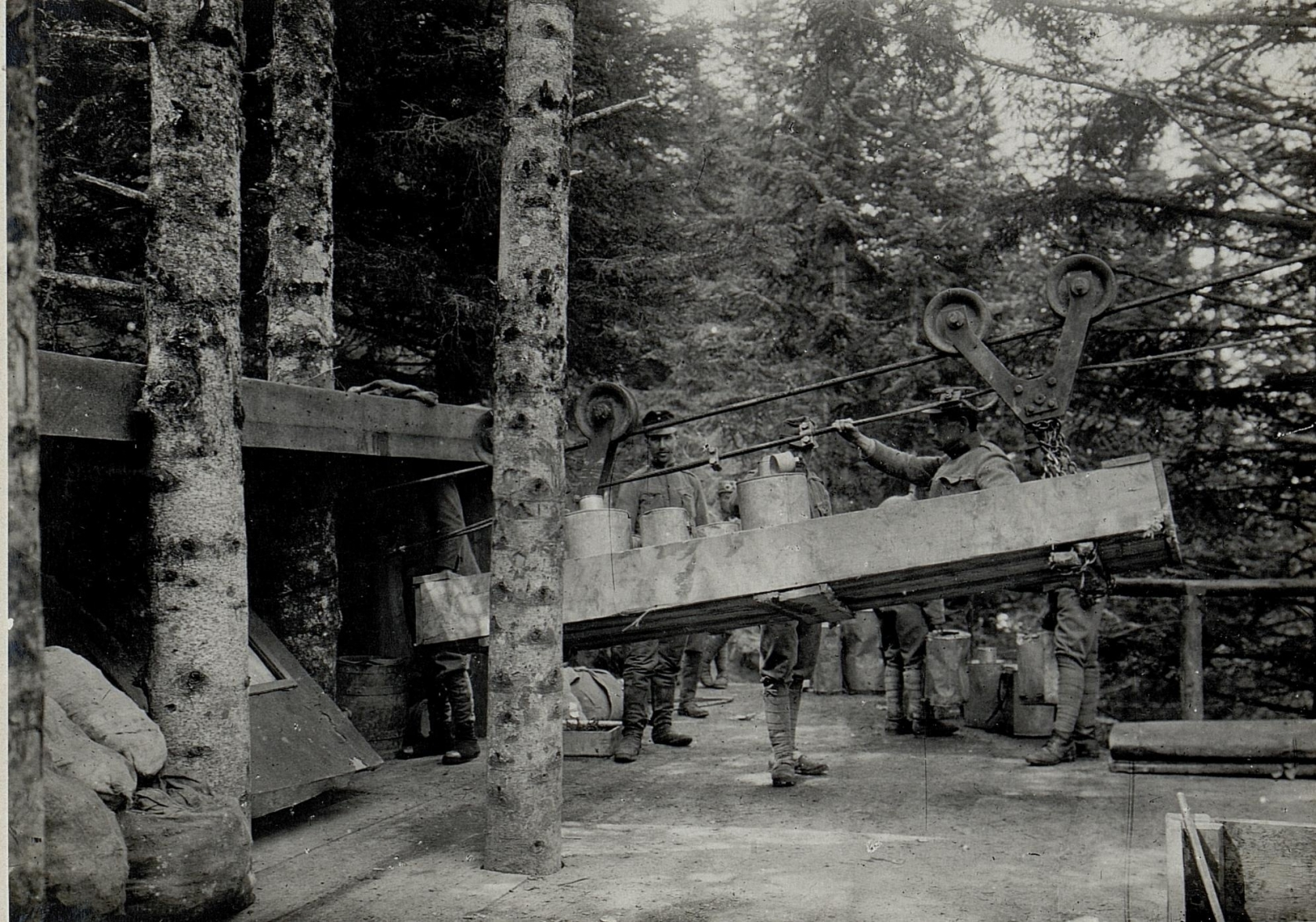
Talstation der Seilbahnstation auf dem Lavaroneplateau zur Cima di Vezzena

Der Bau der Seilbahnen war keine einfache Angelegenheit: Wählte man in Friedenszeiten noch das Gelände nach den besten Möglichkeiten und mit den geringsten Schwierigkeiten aus, so konnte darauf jetzt keine Rücksicht genommen werden. Die Seilbahnen mussten da gebaut werden, wo sie am dringendsten benötigt wurden, ohne Rücksicht auf die Geländebeschaffenheit. Sie sollten möglichst nicht im Schussfeld des Gegners liegen. Deshalb mussten sie oft in steilem, steinschlag- und lawinengefährdetem Gelände gebaut werden. Die Querung großer Gletscher wie am Ortler und im Adamello-Gebiet erforderte Feldlängen, die man bis dato nicht realisiert hatte.
Bereits um den Jahreswechsel 1915/16 nahmen die ersten leistungsfähigen Materialseilbahnen ihren Betrieb auf. Eine davon führte vom Dürrensee auf den schwer umkämpften Monte Piano. Weitere Kriegsseilbahnen wurden in den Julischen Alpen, an der Isonzofront und an der Karpatenfront gebaut.

## Organisation und Technik
Die Seilbahnformationen, bald in „Seilbahnkompanien“ umbenannt, waren organisatorisch dem k.u.k. Eisenbahnregiment angegliedert. Ihnen oblag der Bau und der Betrieb der Seilbahnen. Zuständiger Ersatztruppenteil für die Seilbahnkompanien war das „k.u.k. Eisenbahn-Ersatzbataillon“ in Korneuburg.

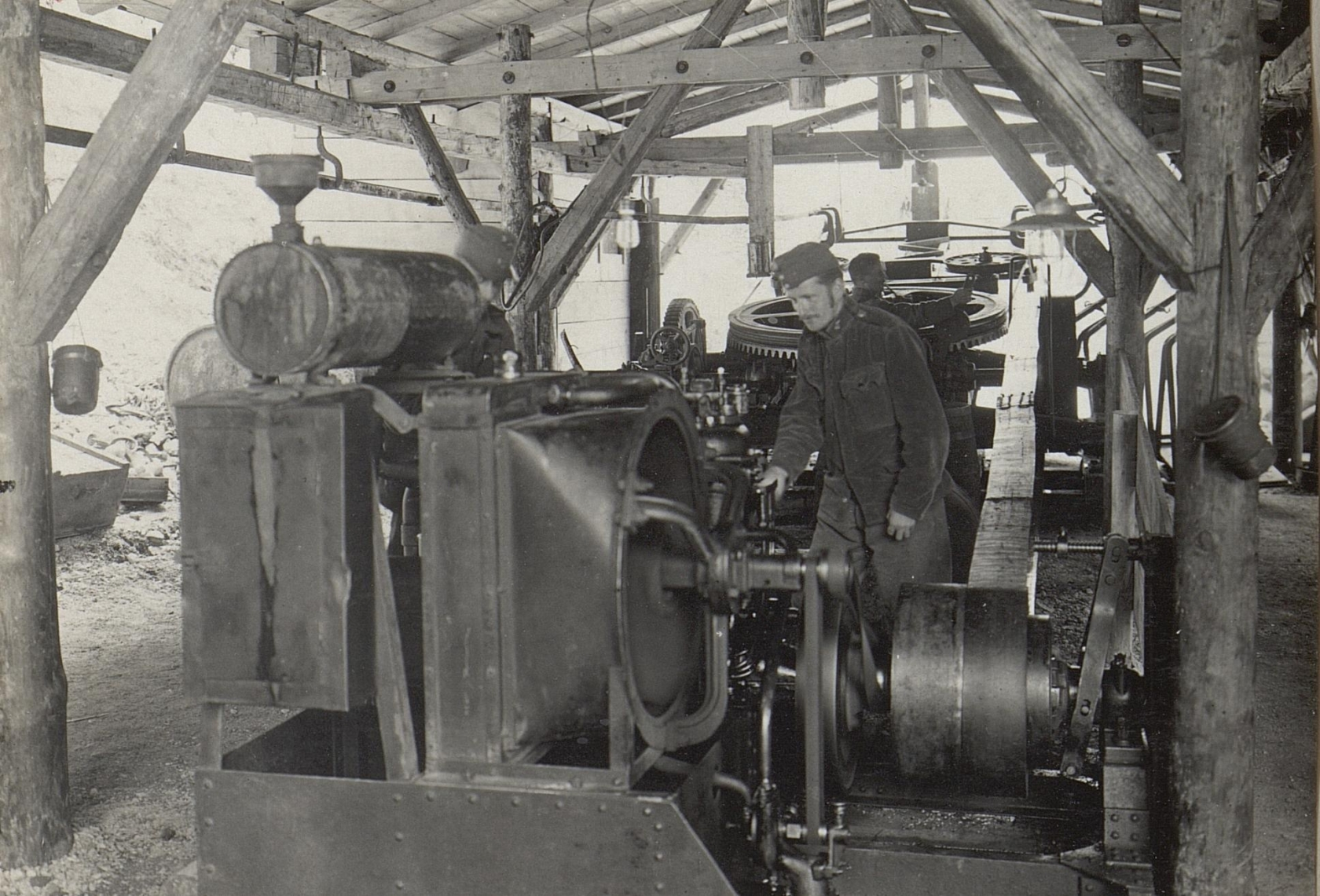
Seilbahnantriebsanlage

Nach dem geheimen Orientierungsbehelf „Neuorganisation während des Krieges“ von 1917 war für die Seilbahnformationen die folgende Untergliederung vorgesehen:
- Feldseilbahnen:

Länge von Station zu Station bis 2,5 km
- Seilaufzüge:

Länge von Station zu Station bis 1,5 km
Für die Feldseilbahnen als Einseilbahn im Umlauftrieb kamen die Modelle der deutschen Firmen Adolf Bleichert & Co. und Gesellschaft für Förderanlagen Ernst Heckel zum Einsatz. Die Förderleistung lag bei 200 bis 300 Tonnen Material in 24 Stunden. Der Antrieb wurde durch Benzin-, Rohöl-, Elektro- oder Dampfmotoren, deren Leistung bei 25 PS lag, sichergestellt. Die größte Feldlänge in freier Spannung lag bei 500 Metern.
Für Feldseilbahnen als Zweiseilbahnen, die also mit Trag- und Zugseil im Pendelbetrieb ausgestattet waren und sowohl einspurig als auch zweispurig mit Voll- und Leertragseil betrieben werden konnten, wurden österreichische Modelle der Firmen Hinterschweiger, Aktien-Gesellschaft R. Ph. Waagner – L. und J. Biró & A. Kurz, Zuegg, Köllensperger und Rüsch–Ganahl verwendet. Der Antrieb erfolgte mit Benzin-, Rohöl- oder Elektromotoren, die Leistungen von 8 bis 14 PS erbrachten.
Für Abschnitte mit erhöhtem Materialbedarf wurden Schwer-Seilbahnen als Zweiseilbahnen mit einer Tageskapazität bis 500 Tonnen errichtet, während Einseilbahnen im Umlaufbetrieb eine effektive Tageskapazität von bis zu 100 Tonnen erreichten. Selbst auf einspurigen Seilaufzügen konnten in Hochgebirgsstellungen noch bis zu 40 Tonnen täglich befördert werden.
Beim Bau dieser Seilbahnen konnte man auf die Erfahrungen zurückgreifen, die in Friedenszeiten beim Bau der Personenseilbahnen Lana-Vigiljochbahn und Kohlernbahn gemacht wurden. Diese hatten bereits Spannweiten bis 200 Meter.
Dazu kamen an einigen Abschnitten sogenannte Bremsseilbahnen ohne eigenen Antrieb zum Einsatz. Diese waren nur zum talwärtigen Transport benutzbar, die Behälter wurden durch die Schwerkraft nach unten bewegt, diese Bewegung durch Seilbremse kontrolliert.
Von den Kampftruppen selbst wurden kleine Handaufzüge betrieben. Deren Streckenlänge lag zwischen einem und 1,5 Kilometern. Das Transportvolumen lag hier bei etwa 100 Kilogramm pro Transportbehälter.

## Einsatz
Im Jahr 1918 unterschied man zwischen Nachschub-, Verteilungs- und Stellungsbahnen. Die Talstationen der stark frequentierten und dementsprechend ausgelegten Nachschubseilbahnen befanden sich an den Endpunkten von Straßen oder Feldbahnlinien. Es waren meist zweispurige (kuppelbare) Einseilbahnen. Bei Teilstreckenbetrieb mussten die Räume in den Zwischenstationen per Güterlore überbrückt werden. Nach der Ankunft auf der Relaisstation wurde die Last auf der Lore aufgesetzt, der automatische Greifer kuppelte aus dem Seil aus und die Lore wurde von Hand zum Abgangspunkt der nächsten Sektion geschoben. Hier kuppelte der Greifer wieder ein und die Seilfahrt wurde fortgesetzt. Die Personenbeförderung war verboten.

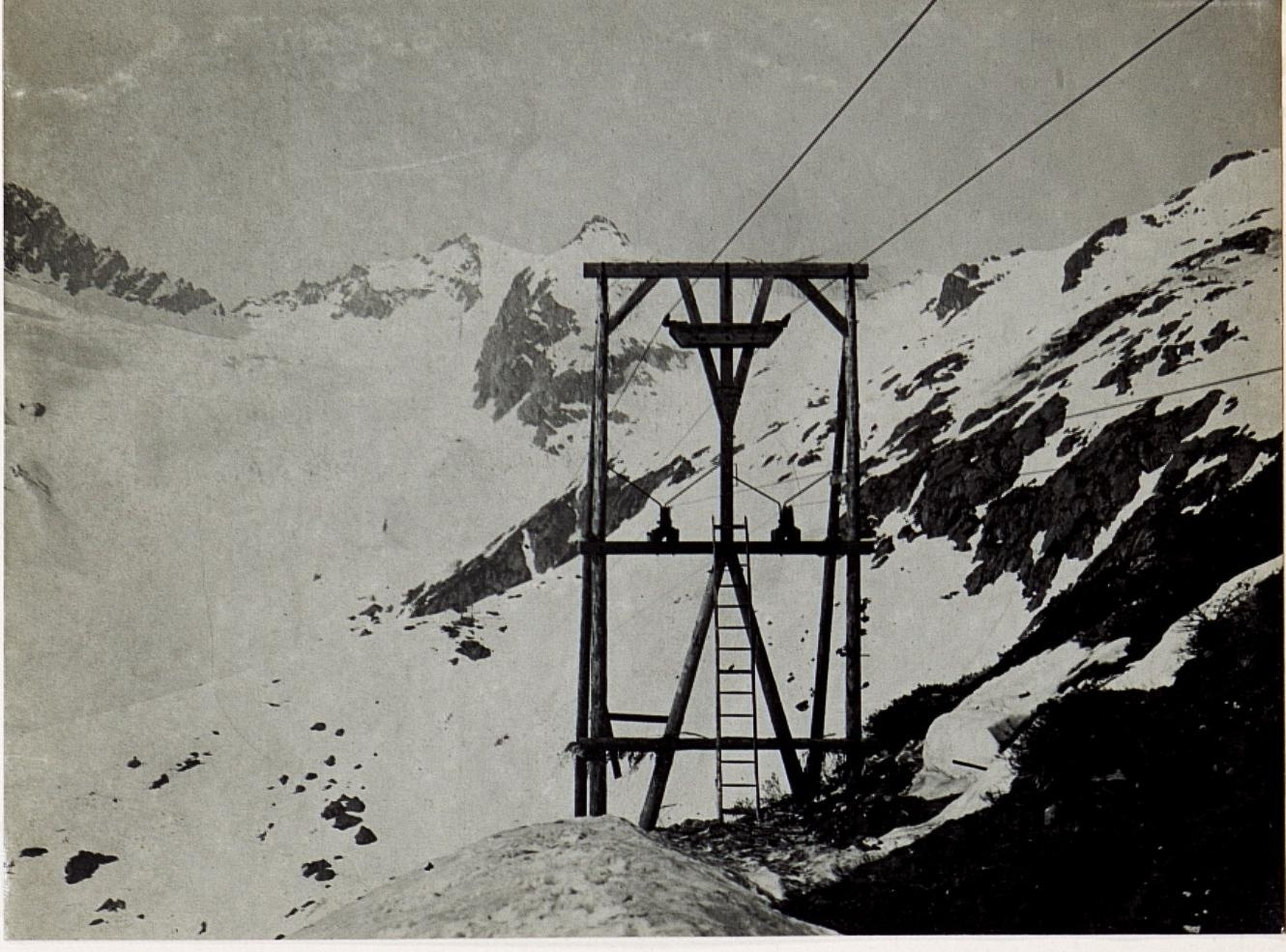
Seilbahn vom Val di Genova auf die Lobbia di bassa, im Hintergrund Presenaspitze, Steinhardspitze, Maroccaro im Adamello-Gebiet

Die von den Nachschubseilbahnen weiterführenden Verteilungsseilbahnen waren meist ein oder zweispurige Seilaufzüge im Pendelbetrieb und festgeklemmten Fahrbetriebsmitteln (Transportbehälter et cetera). Diese Anlagen waren auch zum Abtransport von Verwundeten zugelassen.
Von den Stationen der Verteilseilbahnen führten die Stellungsbahnen direkt in den Frontabschnitt. Hierbei wurden häufig Schluchten, Steilwände und lawinengefährdete Gebiete überspannt. Hier wurden meistens Handaufzüge eingesetzt. Bei einspurigen Anlagen erfolgte der Betrieb normalerweise durch Kurbelwinden mit vier bis acht Mann Bedienpersonal. Bei zweispurigen Anlagen konnte die Bedienung erleichtert werden, indem man Geröll oder sonstiges Material in den talwärts fahrenden Transportbehälter lud.
Die große Bedeutung des Seilbahnwesens erscheint in einem Bericht des k.u.k. Armeeoberkommandos vom 30. Juni 1918, in dem es heißt:

„Das wichtigste Nachschubmittel, das allein den dauernden Aufenthalt und die Kampfführung in diesen Höhenlagen ermöglicht, ist die Seilbahn. Sie ist das Um und Auf der Existenz. Es wäre aber ein Fehler zu glauben, daß auch die reichlichste Ausgestaltung eines Abschnitts mit Seilbahnen seine Versorgung für alle Fälle sichert […]“

Weiterhin heißt es im Generalstabswerk „Österreich-Ungarns letzter Krieg“:

„Seilbahnen sind im Hochgebirgs-Stellungskrieg von außerordentlicher Bedeutung, denn besonders im Winter wäre die regelmäßige Versorgung der Höhenstellungen ohne sie fast ausgeschlossen […] Seilbahnen entlasten die Truppe von mühseligen Trägerdiensten und verhüten die übermäßige Beanspruchung der Pferde.“

Die Personalstärke der Seilbahnbetriebstruppe betrug am 25. August 1918 6665 Mann, die für 1735 Kilometer Seilbahnen verantwortlich waren.